# گل‌تپه، آق‌سرای
گل‌تپه، آق‌سرای (به ترکی استانبولی: Gültepe) یک منطقهٔ مسکونی در ترکیه است که در آق‌سرای واقع شده‌است.